# Knesenbach
Der Knesenbach (veraltet auch Knöse(n)bach, die Knese, Gnöse) ist ein rechter Nebenfluss der Schwarzen Pockau im sächsischen Erzgebirge.

## Name
Der Name leitet sich vom obersorbischen knjez ab, was so viel wie „Fürst, Herr“ bedeutet. Gemeint war hier wohl der Herrscher der im 13. Jahrhundert gegründeten Burg Nidberg.

## Verlauf
Der Bach entspringt am südlichen Ortsende von Ansprung und fließt entlang des Dorfes nach Nordwesten in Richtung Zöblitz ab, wobei die Bundesstraße 171 unterquert wird. Anschließend umfließt er die Serpentinsteinbrüche und passiert kurz darauf  die nördlichen Ausläufer der Serpentinsteinstadt Zöblitz. Schließlich durchfließt er ein größeres Waldgebiet, bevor er nach etwa 6,3 km  in der Nähe des ehemaligen kurfürstlichen Vorwerks Geiselroda in die Schwarze Pockau mündet.